# (10780) Apollinaire
(10780) Apollinaire est un astéroïde de la ceinture principale.

## Description
(10780) Apollinaire est un astéroïde de la ceinture principale. Il fut découvert par Eric Walter Elst le 2 août 1991 à l'ESO. Il présente une orbite caractérisée par un demi-grand axe de 2,61 UA, une excentricité de 0,196 et une inclinaison de 6,36° par rapport à l'écliptique.
Il fut nommé en hommage au poète français Wilhelm Apollinaris de Kostrowitzki (1880-1918), connu sous son nom francisé Guillaume Apollinaire.

## Compléments